# Attisk bas
Attisk bas kallas inom arkitekturen en kolonnbas som består av rundstavar eller vulster och en mellanliggande hålkäl med tillhörande plattor.

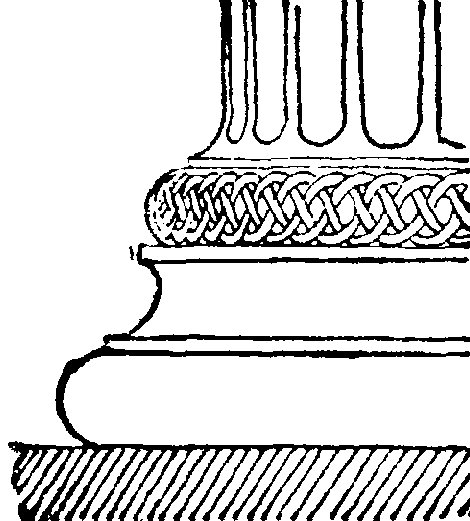
Grekisk stil
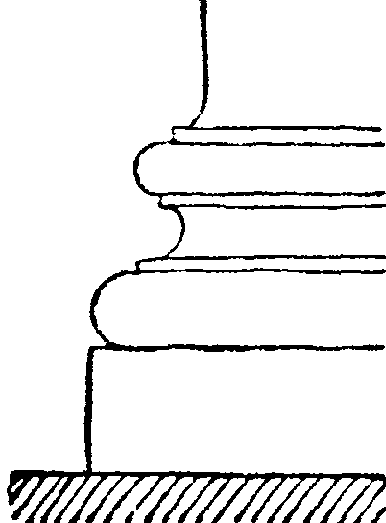
Romersk stil
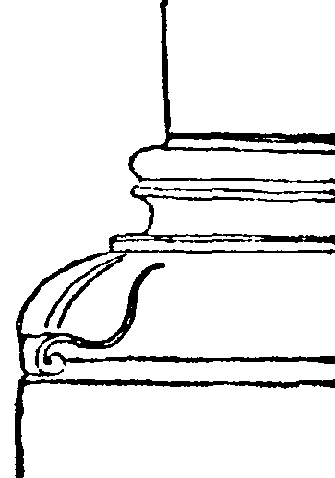
Gotisk stil
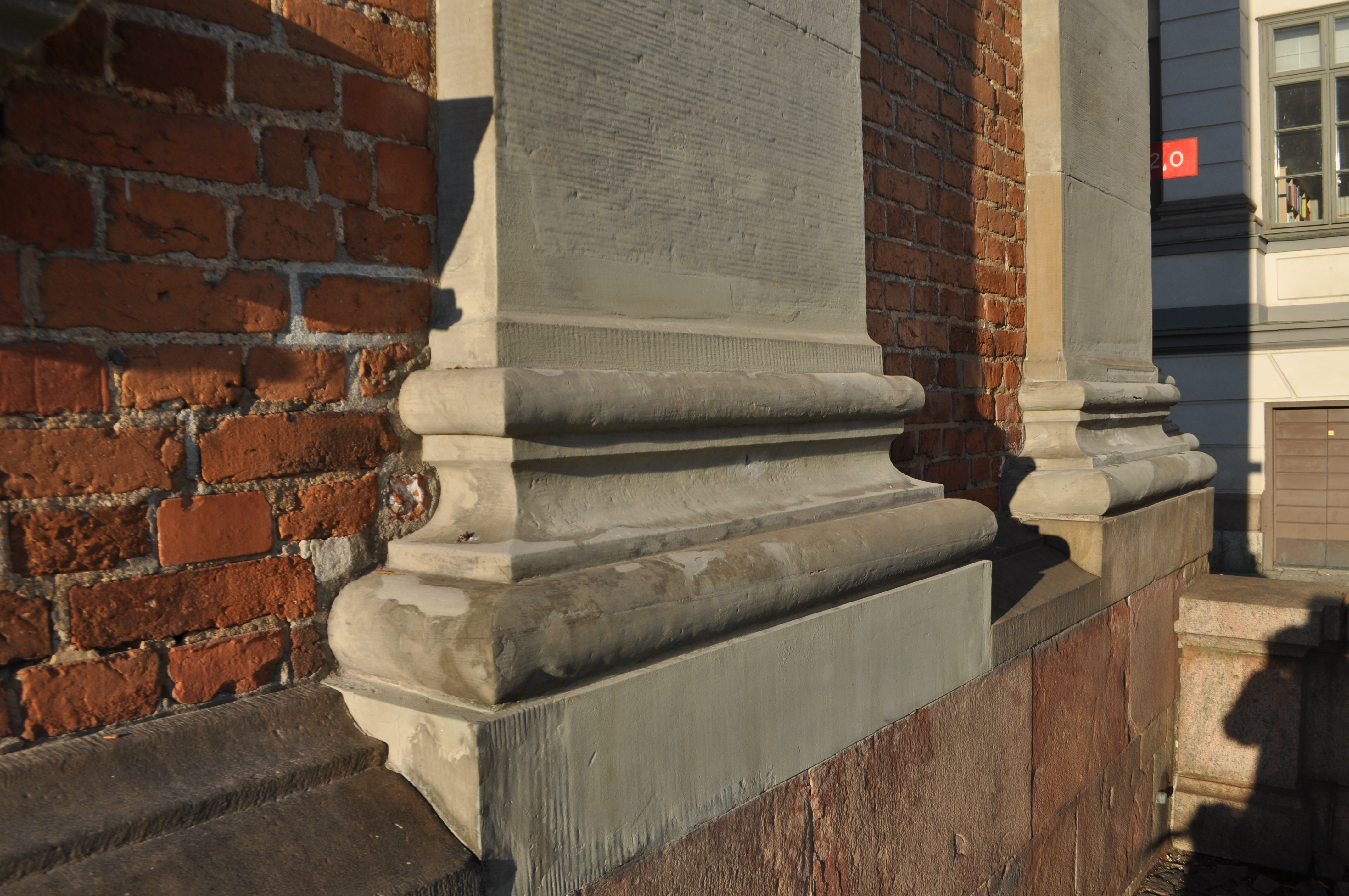
Attisk bas från fasaden på Riddarhuspalatset i Stockholm.